# Antimode
Antimode is een verzamelnaam voor kledingstijlen die zich verzetten tegen de heersende mode. Met antimode kunnen dragers een politiek, praktisch of stilistisch statement maken over de mode en alternatieven blootleggen. Verzet tegen de schijnbare willekeur of de onpraktische aard van mode is geen nieuw fenomeen; in de 18e eeuw werd al de spot gedreven met modetrends en in het victoriaanse tijdperk klonk er luid verzet tegen korsetten en hoepelrokken.

## Polhemus:Fashion & Anti-Fashion
De Amerikaanse antropoloog Ted Polhemus gebruikt de termen fashion (mode) en anti-fashion (antimode) op een andere, meer specifieke manier. Polhemus beschouwt 'mode' of 'modieus' niet als synoniemen van 'stijl' of 'versierd'. Iedereen, in elke maatschappij, doet namelijk aan vormen van adornment (versiering, zich mooi maken), maar dat maakt ze nog niet modieus.
Polhemus maakt een onderscheid tussen mode, dat elk seizoenen licht andere trends voortbrengt, waaraan dragers zich moeten aanpassen als ze modieus willen zijn, en antimode, dat vrij stabiel is. Mode bestaat alleen maar waar sociale mobiliteit is. Het is een middel voor individuen om van een groep naar een andere op te klimmen. Onder antimode verstaat Polhemus daarentegen die stijlen waarmee bepaalde sociale groepen (naties, stammen, kasten, sociale klassen, leeftijdsgroepen, ...) zich identificeren. Hoewel ook antimodes veranderingen ondergaat, is het precies de bedoeling dat deze stijlen een stabiele sociale identiteit ondersteunen.
Voorbeelden van antimodes zijn de traditionele klederdrachten van alle volkeren, de duidelijk herkenbare stijlen van de sociale klassen en de kledingstijlen van subculturen zoals bikers of punks. 'Mode' beperkt zich tot de stijlen van individuen tussen zulke groepen, zoals mensen uit de arbeidersklasse die zich opwerken in de middenklasse.

## Bron
- (en)  Ted Polhemus en Lynn Procter, Fashion & Anti-Fashion. An Anthropology of Clothing and Adornment. Londen: Thames and Hudson, 1978.